# Michał Janota
Michał Janota (Gubin, 29 juli 1990) is een Pools voetballer die als middenvelder speelt. Hij was Pools jeugdinternational.

## Clubvoetbal

### UKP Zielona Góra
Tijdens zijn jeugd kwam Janota uit voor de Poolse club UKP Zielona Góra. Nadat hij ontdekt werd door Feyenoord, vertrok hij in het spoor van zijn idool en landgenoot Ebi Smolarek in 2006 naar Rotterdam. Daar kwam hij in de jeugdopleiding.

### Feyenoord
Na twee seizoenen in de jeugdopleiding van Feyenoord, kreeg Janota van toenmalig hoofdtrainer Gertjan Verbeek het vaste rugnummer 26 toebedeeld in het eerste elftal. Hiermee maakte Janota als achttienjarige speler deel uit van de Feyenoordselectie in het seizoen 2008/2009. In de voorbereiding maakte hij zeven doelpunten. Zijn officiële debuut volgde op 23 augustus 2008 tegen PSV in de wedstrijd om de Johan Cruijff Schaal. Op 31 augustus 2008 maakte hij zijn eredivisiedebuut in de wedstrijd Heracles Almelo - Feyenoord (3-1), waarin hij Michael Mols verving.
Op 24 september 2008 speelde Janota in de KNVB beker tegen TOP Oss. Na 0-0 in reguliere speeltijd, scoorde Janota in de verlenging twee keer. De jonge aanvaller trok van vreugde zijn shirt uit en kreeg hiervoor een gele kaart. Daarvoor had Roy Makaay in de tweede minuut van de verlenging Feyenoord op 1-0 gezet. Feyenoord won met 3-0 en Janota werd uitgeroepen tot Man of the Match.
Op 17 december 2008 maakt Janota zijn UEFA Cup-debuut, door in de 65' minuut medespeler Georginio Wijnaldum te vervangen. Hij speelde 25 minuten in de met 0-1 verloren partij tegen het Poolse Lech Poznan.

### Excelsior
In het seizoen 2009/10 werd Janota verhuurd aan stadsgenoot Excelsior. Hier werd hij voor het eerst basisspeler van een ploeg in het betaald voetbal. Met Excelsior speelde hij 29 wedstrijden in de Jupiler League en scoorde hij zeven doelpunten.

### Go Ahead Eagles
Na zijn verhuurperiode bij Excelsior, was Janota einde contract bij Feyenoord.  De linksbenige aanvallende middenvelder tekende op 31 mei 2010 een tweejarig contract bij Go Ahead Eagles, dat hem transfervrij overnam van Feyenoord.

### Terug in Polen
Van 2012 tot januari 2015 speelde Janota voor Korona Kielce. Hij speelde 76 competitiewedstrijden waarin hij 6 doelpunten maakte. In het seizoen 2015/16 kwam hij uit voor Pogoń Szczecin. In augustus 2016 ging hij naar Podbeskidzie Bielsko-Biała.

## Nationaal elftal
Op 17 oktober 2008 werd bekend dat de toenmalige Poolse bondscoach Leo Beenhakker Janota had gepolst voor de A-selectie van het Poolse nationale elftal. Feyenoord legde het verzoek van de Poolse bond om Janota te selecteren voor Polen onder 19 naast zich neer.

## Carrière
| Seizoen | Club                       | Wedstrijden | Doelpunten | Competitie     |
| ------- | -------------------------- | ----------- | ---------- | -------------- |
| 2008/09 | Feyenoord                  | 6           | 0          | Eredivisie     |
| 2009/10 | → Excelsior                | 29          | 7          | Eerste divisie |
| 2010/11 | Go Ahead Eagles            | 30          | 5          | Eerste divisie |
| 2011/12 | Go Ahead Eagles            | 27          | 4          | Eerste divisie |
| 2012/13 | Korona Kielce              | 24          | 2          | Ekstraklasa    |
| 2013/14 | Korona Kielce              | 35          | 4          | Ekstraklasa    |
| 2014/15 | Korona Kielce              | 17          | 0          | Ekstraklasa    |
| 2014/15 | Pogon Szczecin             | 9           | 0          | Ekstraklasa    |
| 2015/16 | Górnik Zabrze              | 11          | 0          | Ekstraklasa    |
| 2016/17 | Podbeskidzie Bielsko-Biala | 23          | 1          | I liga         |
| 2017/18 | Stal Mielec                | 27          | 5          | I liga         |
| Totaal  |                            | 238         | 28         |                |